# Matetereka
Matetereka (auch Mateteleka) ist ein Verwaltungsbezirk (Ward) des Distrikts Madaba in der tansanischen Region Ruvuma.

## Geografie
Matetereka liegt im Südwesten von Tansania nordwestlich der Regionshauptstadt Songea. Der Bezirk grenzt im Norden an Kifanya, im Osten an Wino, im Süden an Mahanje und im Westen an Mavanga. Bei der Volkszählung 2022 lebten 4730 Menschen in 1171 Haushalten auf einer Fläche von 280 Quadratkilometern.

## Gliederung
Der Bezirk besteht aus vier Gemeinden (Mtaa) mit 26 Orten (Kitongoji):
| Mateteleka - Majengo - Mahiwa - Kilimahewa - Msufini | Maweso - Gezaulole - Msalabani - Msamara - Kitwalo - Chambinda - Pembelambogo - Mwalusage - Kilumbi - Ilala | Mwande - Mwande - Rungemba - Yerusalem - Mabanda - Mbunimmoja - Changarawe | Mkongotema - Agentina - Kirumba - Mawanga - Mpinduzi - Sokoine - Mabatini - Amani |

## Infrastruktur
- Bildung: Die Wilima Secondary School ist eine private weiterführende Schule. Sie bietet als Tages- und Internatsschule Jugendlichen eine Ausbildung bis zur 6. Stufe.[6]
- Gesundheit: Im Bezirk liegen drei Apotheken, zwei staatliche[7][8] und eine private. Diese wird von der katholischen Kirche geführt.[9] Im Jahr 2022 wurde ein staatliches Gesundheitszentrum eröffnet.[10]

## Sonstiges
Matetereka soll das letzte Ujamaa-Dorf gewesen sein, in dem der Plan eines afrikanischen Sozialismus verwirklicht werden sollte.